# Museum Kurhaus Kleve

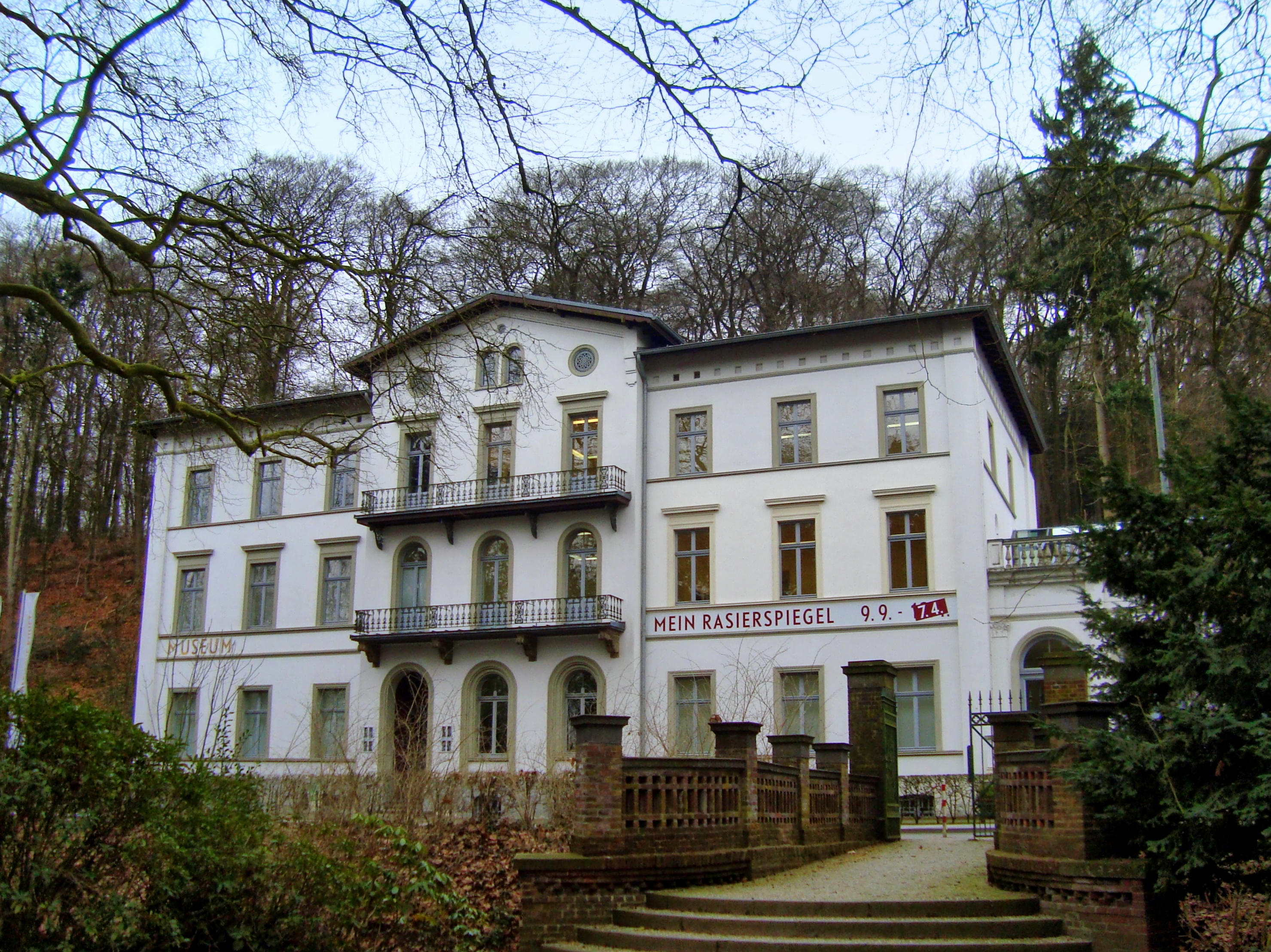
Eingangstrakt, ehemaliges Badhotel (1872)

Das Museum Kurhaus Kleve ist ein Kunstmuseum in Kleve am Niederrhein in Nordrhein-Westfalen. Es trägt seinen Namen wegen der ursprünglichen Funktion des Gebäudes, als Kleve zwischen 1742 und 1914 als „Bad Cleve“ ein besonders bei wohlhabenden Preußen und Niederländern beliebter Kurort war. Vorgänger des Kurhauses war eine 1754 erbaute Trinkhalle. Der klassizistische Bau befindet sich in unmittelbarer Nähe des Tiergartenwaldes und der Parkanlagen des Prinzen Moritz von Nassau-Siegen aus dem 17. Jahrhundert.
Seit 1997, als das Museum Kurhaus Kleve das städtische Museum wurde, wird es neben dem B.C. Koekkoek-Haus finanziell getragen von einer Initiative des Freundeskreises Museum Kurhaus und Koekkoek-Haus Kleve, der NRW-Stiftung und der Stadt Kleve.

## Geschichte

### Bad Cleve

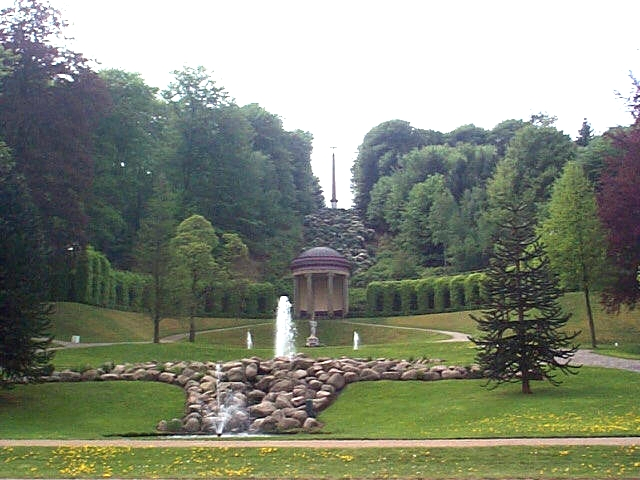
Amphitheater in den historischen Parkanlagen

Der Klever Kurbetrieb begann mit der Entdeckung einer mineralreichen Quelle durch den Klever Brunnenarzt Johann Heinrich Schütte im Jahre 1742 in der Nähe des kleinen Amphitheaters in den Parkanlagen und er verfasste eine Werbeschrift unter dem Titel „Amusemens des Eaux de Clève“ („Die Ergötzlichkeiten an den Wassern zu Cleve“). Die damaligen Pläne, ein Kurhaus im Stile Schloss Sanssoucis zu errichten, scheiterten im Jahre 1749 am Veto König Friedrichs II. Der französische Philosoph Voltaire trank 1750 von diesem Wasser und pries die Gärten und Alleen in höchstem Maße. Von einer in diesem Jahr entworfenen Wandel- und Trinkhalle wurde nur ein westlich gelegener Eckpavillon als Trinkhalle errichtet.
1778 zog der in Amsterdam lebende Porträt- und Historienmaler Willem Joseph Laquy (* 1738; † 1798) nach Kleve und wurde Chronist des Lebens der Kurgäste und 1786 ließ sich der aus Bonn stammende Franz Jakob Rousseau in Kleve nieder und malte Ansichten des von den Kurgästen bevölkerten Parks im nun ausgehenden 18. Jahrhundert. Im Oktober 1794 wurden das Amphitheater sowie der Eiserne Mann, die Galerie und der kleine Bade-Pavillon sowie die Statue der Pallas Athene (Minerva) von französischen Revolutionstruppen und dem „Klever Pöbel“ weitgehend zerstört, womit der Badebetrieb für ein halbes Jahrhundert zum Erliegen kam.

### Neuaufnahme des Kurbetriebs

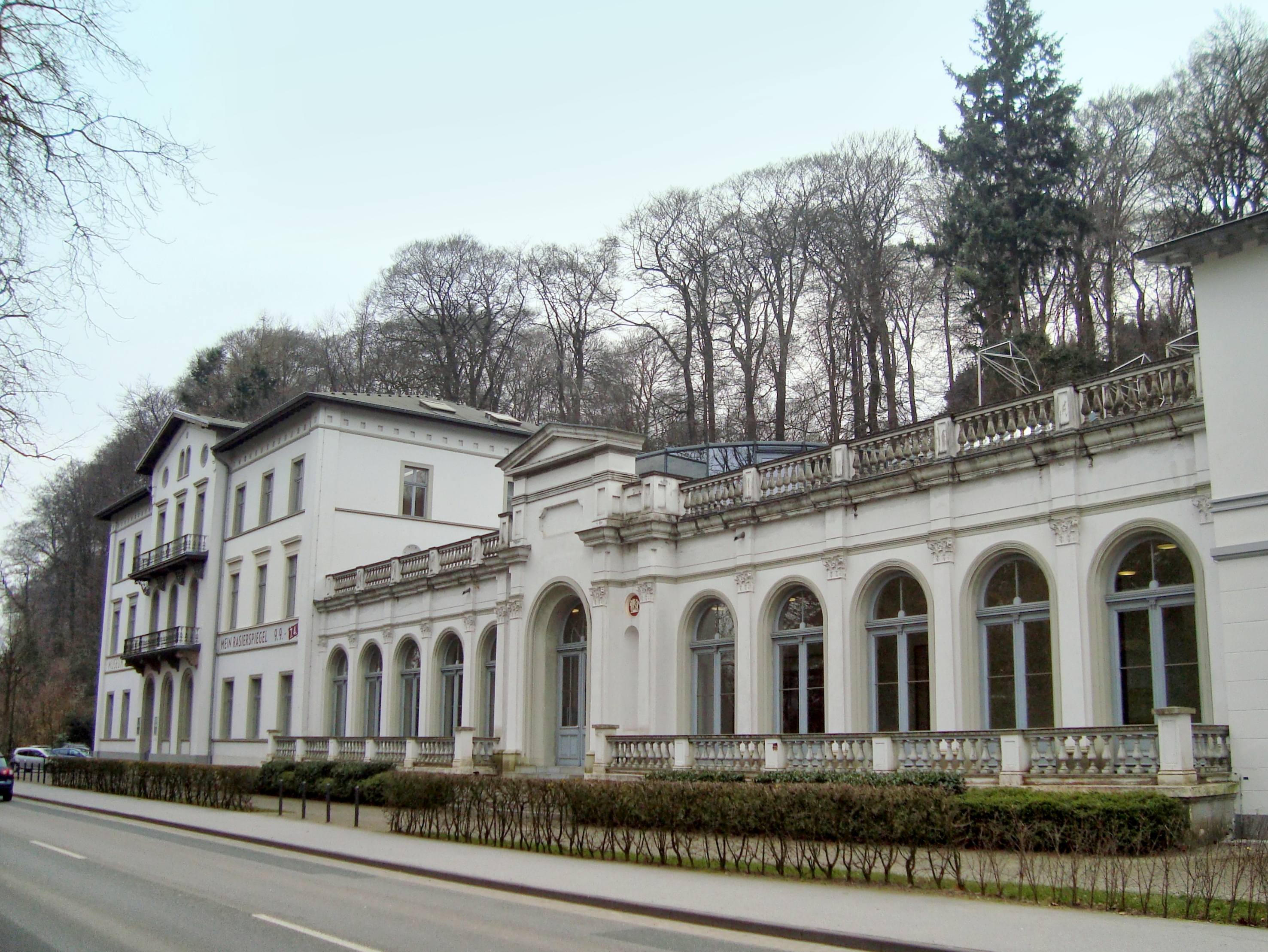
Ehemalige Wandelhalle und Badhotel, 1872

Ab Frühjahr 1845 entstand nach Plänen des Klever Architekten Anton Weinhagen, der die meisten der klassizistischen Villen an der Tiergartenstraße sowie 1846 das Stadtpalais des niederländischen Malers Barend Cornelis Koekkoek entwarf, ein neues Bäderhaus. Im August desselben Jahres besuchte Friedrich Wilhelm IV. Kleve, der im Februar 1846 der Bitte des damaligen Klever Bürgermeisters entsprach, „das neue Bäderhaus nach Seiner Majestät benennen zu dürfen.“ Ab 1872 wurde durch den Bonner Architekten Karl Friedrich Schubert das Friedrich-Wilhelm-Bad stadteinwärts um eine Wandelhalle und ein dreigeschossiges Badhotel mit fast 50 Zimmern erweitert, das um 1900 als Kurhaus eine Einheit bildete.

### Ende des Kurbetriebs
Der Erste Weltkrieg beendete den Kurbetrieb, die Parkanlagen verwilderten, viele der luxuriösen Klever Hotels wurden Opfer der Bomben des Zweiten Weltkriegs oder der Abrisswut Klever Stadtväter. Das Kurhaus entging dieser, verfiel jedoch zunehmend und diente von 1922 an der Schuhfabrikantenfamilie Terbuyken als Produktionsstätte, wobei sie bis Mitte des Zweiten Weltkriegs das Obergeschoss des Friedrich-Wilhelm-Bads als Wohnung nutzte. Nach Kriegsende wurden in der Wandelhalle deutsche Kriegsgefangene untergebracht, die tagsüber den nahegelegenen Klever Reichswald von Landminen befreien mussten. 1946 konnte die Familie Terbuyken die Räumlichkeiten wieder beziehen und nutzte die Wandelhalle nunmehr komplett als Fabrikhalle. 1956 ging die Firma in Konkurs.
Die frei gewordene Immobilie wurde von einem Makler aus Kempen erworben, der sie der Stadt Kleve anbot, die dankend ablehnte. Da der Makler keinen Käufer fand, vermietete er das ehemalige Friedrich-Wilhelm Bad im Erdgeschoss des Gebäudes Ende 1957 an Joseph Beuys, der dort im Jahre 1958 sein Atelier einrichtete, das er bis 1964 nutzte. Anfang der 1960er Jahre erwarb der Klever Möbelhändler Anton Zylstra das Badhotel und die Wandelhalle, und Kleves Stadtarchivar und Museumsdirektor Friedrich Gorissen 1964 das Friedrich-Wilhelm-Bad. Sie begannen mit einer Restaurierung des Komplexes. Zylstra setzte als Geschäftsmann das Badhotel, in dem sich Mietwohnungen befanden, provisorisch in Stand, Gorissen ließ die Kursäle im Obergeschoss restaurieren und zog dort 1965 mit seiner Familie ein, wo er bis zu seinem Tod im Jahre 1993 lebte. Das Erdgeschoss vermietete Gorissen 1972 an die Stadt Kleve, die dort das bis 2006 bestehende Stadtarchiv unterbrachte, dessen Leiter er war.

### Die Gartenanlagen

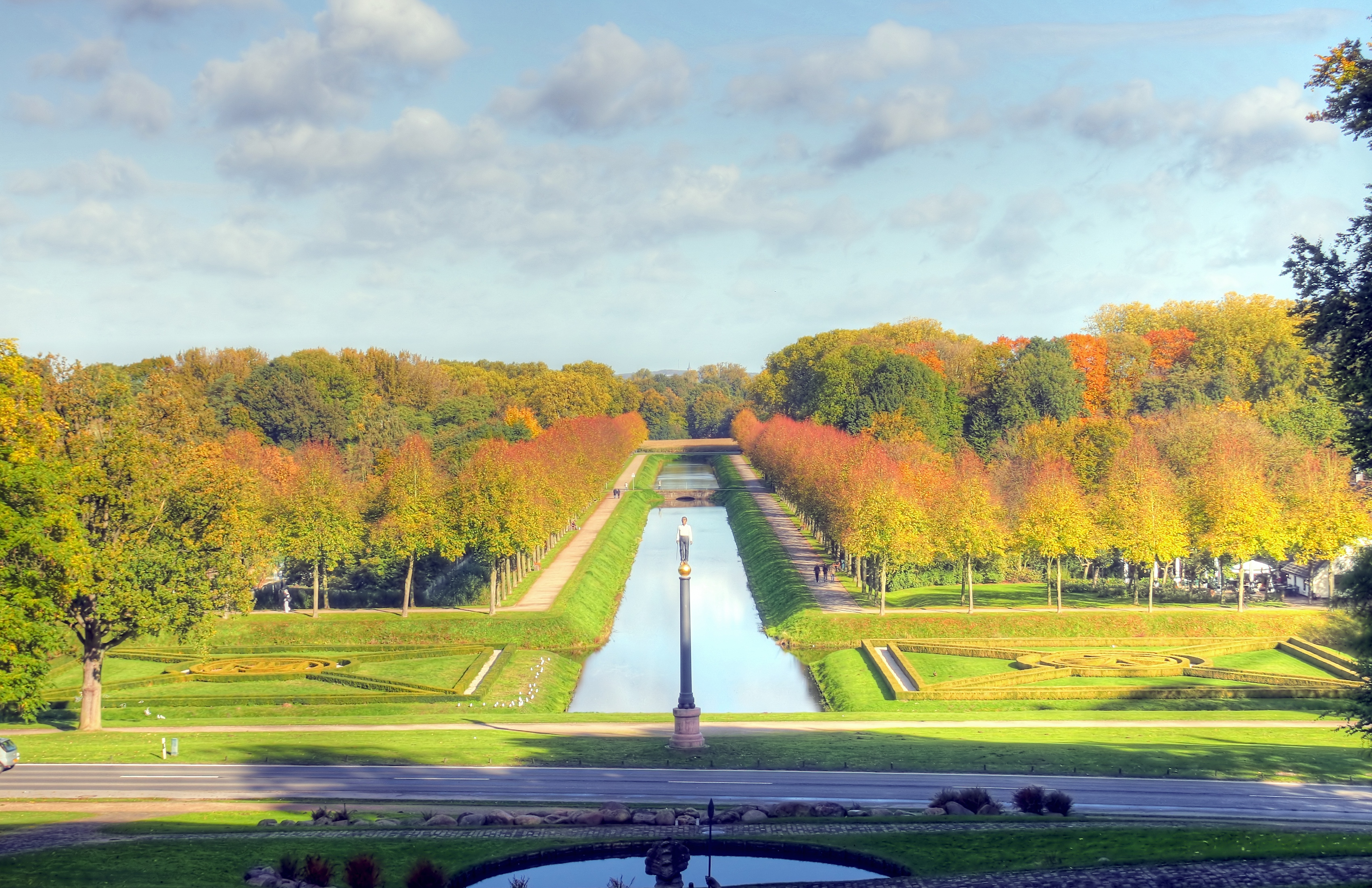
Die Gartenanlagen mit dem Eisernen Mann von Stephan Balkenhol

Der spätere Senior-Kurator Guido de Werd, der 1972 im Alter von vierundzwanzig Jahren als wissenschaftlicher Mitarbeiter von Friedrich Gorissen nach Kleve geholt worden war und 1976 dessen Nachfolge antrat, begann unter anderem 1976 mit der Planung einer denkmalpflegerischen Wiederherstellung der Gartenanlagen. Hierzu wurden für die Planung die Landschaftsarchitekten Gustav und Rose Wörner beauftragt. Zum 400. Geburtstag des Feldmarschalls Johann Moritz von Nassau Siegen im Jahr 2004 schuf der Bildhauer Stephan Balkenhol, der 1998 im Museum Kurhaus Kleve ausgestellt hatte, eine zeitgemäße Neufassung des 1794 zerstörten Denkmals des Eisernen Mannes. Er griff auf die historische Form des Denkmals zurück, wobei er diese leicht vereinfachte und auf die zehn Meter hohe Säule „eine farbig gefasste Bronzestatue eines Mannes unserer Zeit mit schwarzer Hose und weißem Hemd“ stellte. Zwei Jahre später wurde im benachbarten Forstgarten der 16 Meter hohe Baum aus Bronze – L’ombra del Bronzo (Der Schatten der Bronze) – von Giuseppe Penone aus dem Jahr 2002 aufgestellt.

## Heutiges Museum und Sammlungen

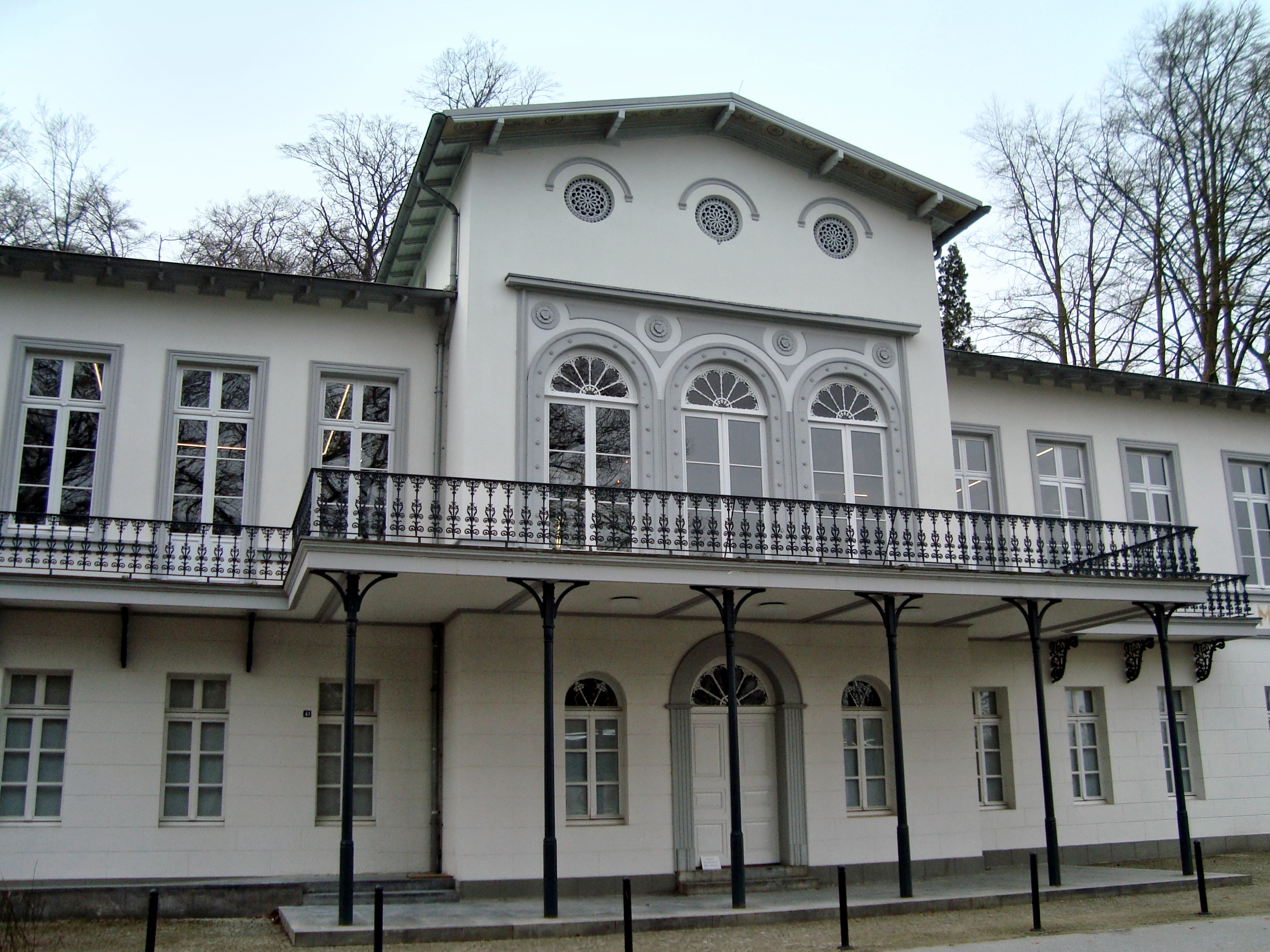
Joseph-Beuys-Westflügel, ehemaliges Friedrich-Wilhelm-Bad, 1846

Am 7. September 2012, mit der Einweihung des neuen Friedrich-Wilhelm-Bads und dessen Umbenennung in Joseph-Beuys-Westflügel, wurde das Museum Kurhaus Kleve als Museum vollendet, nachdem bereits 1997 der Umbau des ehemaligen Badhotels und der Wandelhalle zum Museum abgeschlossen war. Die Bauentwürfe zeichnete der Architekt Walter Nikkels, der zudem die Planung für die Restaurierung sowie den Umbau des Friedrich-Wilhelm-Bads und für den neuen, nach Katharina von Kleve, der ersten Kunstmäzenin Kleves, benannten Katharina-von-Kleve-Saal im Erdgeschoss in Gemeinschaft mit den Architekten Dieter Willinek und Ingrid van Hüllen übernommen hatte. Im Erdgeschoss wurden die ehemaligen Atelierräume von Joseph Beuys und im Obergeschoss die früheren Kursäle wiederhergestellt, zudem entstanden dort zwei neue Sammlungsräume. Im Untergeschoss wurde ein graphisches Kabinett geschaffen, benannt nach dem aus Rheinberg stammenden Sammler Robert Angerhausen.

### Ewald-Mataré-Sammlung

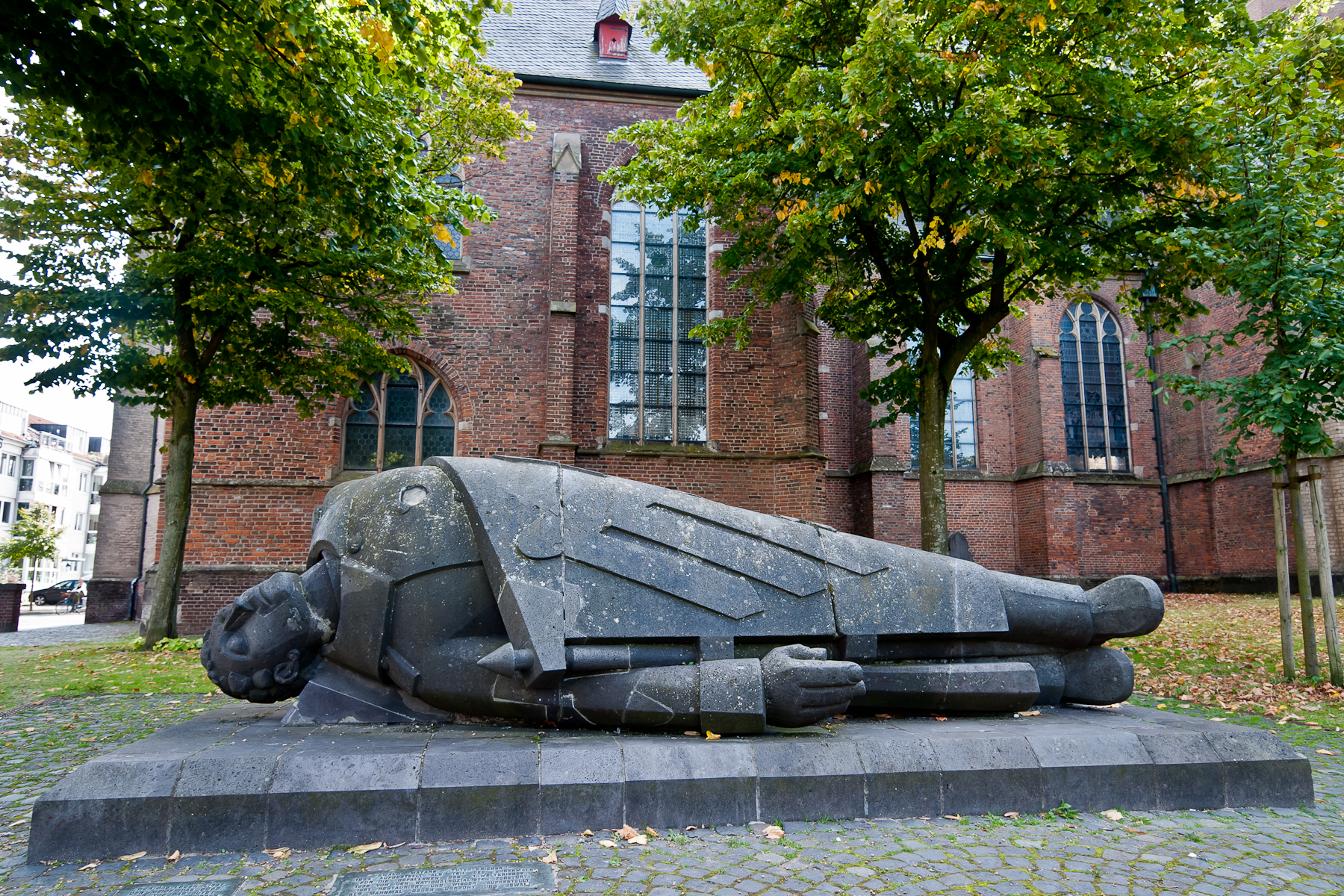
Ewald Mataré: Toter Krieger, 1934 als Teil des Gefallenen-Ehrenmals in Kleve aufgestellt, 1938 von den Nationalsozialisten zerstört. Restaurierung und Neuaufstellung 1981

Das Museum Kurhaus Kleve, dessen Museumsdirektor seit dem 1. April 2012, in der Nachfolge von Guido de Werd, der Kunsthistoriker Harald Kunde ist, zeigt neben mittelalterlichen Skulpturen von Dries Holthuys und Barockmalereien vor allem namhafte moderne Künstler in wechselnden Ausstellungen, die kuratiert werden von der Kunsthistorikerin Valentina Vlasic, und beherbergt verschiedene Sammlungen, so den Nachlass des rheinischen Bildhauers und Malers Ewald Mataré. Beuys, der bei Mataré studierte, begegnete erstmals dessen Werk am 22. November 1934 bei der Einweihung des Ehrenmals für die Gefallenen des Ersten Weltkriegs in Kleve, das genau gegenüber dem Staatlichen Gymnasium Cleve – heute Freiherr-vom-Stein-Gymnasium – installiert war und an dessen Einweihung er als Schüler teilnahm. Die Skulptur, die einen Soldaten unter einer Fahne in Todesstarre zeigte, wurde 1938 über Nacht zerstört und entfernt. Nachdem 1977 die Fragmente der Skulptur im Hafengelände wiedergefunden wurden und mehrere Schüler Matarés, darunter auch Joseph Beuys, Vorschläge für die Wiederherstellung machten, übergab die Tochter des Künstlers, Sonja Mataré, den Nachlass ihres Vaters 1988 in die Obhut des neu zu gründenden Museums, das seit 1997 im Untertitel seinen Namen trägt. Durch die Gründung der Sonja-Mataré-Stiftung, die sich insbesondere dem Werk von Beuys und Mataré verschrieben hat, wurde die Sammlung nicht nur durch Werke ihres Vaters, sondern auch mit Werken von Beuys unterstützt.

### Joseph Beuys
Die vierteilige Fotoarbeit Ohne Titel (Mein Kölner Dom), 1980, die im Museum Kurhaus im acht Meter hohen Katharina-von-Kleve-Saal zu besichtigen ist, thematisiert die Arbeit und das Verhältnis von Joseph Beuys zu seinem Lehrer Ewald Mataré und seine Sicht auf den von Mataré 1954 erteilten Auftrag, die Südportale des Kölner Doms zu gestalten. Beuys besorgte sich aus einem zerstörten Schwimmbad in Meerbusch Mosaiksteine, um sie in die Türen einzusetzen. Die Arbeit entstand anlässlich der im Herbst 1980 ausgerichteten Ausstellung „Mein Kölner Dom. Zeitgenössische Künstler sehen den Kölner Dom“ im Museum Ludwig, die dem 700-jährige Domjubiläum gewidmet war, und an der auch Christo und Andy Warhol teilnahmen. Hierzu ließ Beuys vier drei Meter hohe Fotoleinwände anfertigen, die er teilweise bearbeitete. Die Leinwände sind in einer bestimmten Reihenfolge angeordnet: Die erste, mit der „Schöpfungstüre“, ließ er unbearbeitet; die zweite, die „Bischofstüre“, ergänzte er mit einem Pfeil, der auf das Kreuz des Bischofswappens gerichtet ist und den Schriftzug trägt „Mein Rasierspiegel fehlt!“, ein Hinweis, dass Beuys seinen Rasierspiegel vermisste, den er 1954 dort eingesetzt hatte und nach Verlust durch einen Mosaikstein ersetzte. Die dritte, mit der „Papsttüre“, versah er mit einem halbierten Filzkreuz und die vierte, die „Pfingstüre“, mit dem brennenden Köln, versah er mit einem braunen Kreuz.
Des Weiteren besitzt das Museum Arbeiten auf Papier, plastische Arbeiten, Druckgraphik und Multiples sowie seit Fertigstellung des Joseph-Beuys-Westflügels, diverse Gipsmodelle von Joseph Beuys.

### Mittelalter und Renaissance
Der um 1490 bis 1510 in Kleve tätige Bildhauer Dries Holthuys – ein Schüler des Meister Arnt von Kalkar und Zwolle –, der 1498 die Muttergottes in der Xantener Stiftskirche St. Viktor schuf, ist in Kleve mit zehn in Eichenholz gefertigten Heiligen-Skulpturen vertreten. So mit einer um 1500 entstandenen Heiligen Anna Selbdritt sowie eine Muttergottes und Drei weibliche Heilige: Hl. Katharina, Hl. Elisabeth von Thüringen, Hl. Dorothea aus demselben Jahr. Des Weiteren zeigt die Sammlung einen um 1490 bis 1500 entstandenen Heiligen Michael und eine im selben Zeitraum, bis 1995, gefertigte Anbetung des Kindes. Von Henrik Douverman, der den Sieben-Schmerzen-Altar für St. Nicolai in Kalkar entwarf und in Kleve und Kalkar in den Jahren 1480 sowie von 1490 bis 1543 tätig war, werden unter anderem Maria mit Kind, um 1500 und die Heiligen Drei Könige König Melchior, König Caspar und König Balthasar, alle in Eichenholz, gezeigt. Lucas Cranach der Ältere ist mit Johann Friedrich I., Kurfürst und Herzog von Sachsen, 1503 bis 1545, und Sybilla von Kleve, entstanden in den Jahren 1512 bis 1554, vertreten. Des Weiteren befinden sich Werke von Barthel Bruyn, Willem Hachmann, der als Gießer in der zweiten Hälfte des 16. Jahrhunderts in Kleve tätig war, sowie Joos van Cleve und weitere in der Sammlung. Von älteren Darstellungen inspiriert wurde das sogenannte Herzöge-Bild eines unbekannten Malers aus der Mitte des 17. Jahrhunderts.

### Barock und Bad Cleve
Zu den Sammlungsbeständen, die in die Zeit Kleves als Residenzstadt des Fürsten Johann Moritz von Nassau Siegen hineinfällt, befinden sich Gemälde, wie Bildnis einer alten Frau, 1667 und Bildnis eines Mannes, 1940. Beide Gemälde wurden von Govaert Flinck, der ein Gehilfe und Mitarbeiter Rembrandts war, gemalt. Des Weiteren ist Herman Saftleven, Maler und Radierer und Bruder von Cornelis Saftleven mit dem um 1954 fertiggestellten Gemälde Die Rheinebene und die Klever Unterstadt vom Kermisdalberg und Anthonie van Borssom mit Blick über die große Achse des Amphietheaters nach Elten, entstanden nach 1666, sowie Joseph Karl Stielers 1843 entstandenes Gemälde Porträt König Friedrich Wilhelm IV. von Preußen (regierte 1840–1861) in der Sammlung vertreten.

### Sammlung 20. und 21. Jahrhundert
Die Sammlung zeitgenössischer Kunst umfasst Künstler wie Jan Thorn Prikker, der ab 1988 Eingang in das Museum fand sowie die zu den Rheinischen Expressionisten zählenden Künstler Heinrich Nauen und Heinrich Campendonk. Erwin Heerich, Schüler von Ewald Mataré und von 1969 bis 1988 selbst Professor an der Kunstakademie Düsseldorf, ist unter anderem mit der Bronze Katzenkopf, 1953 sowie dem Karton Kubus, 1960, vertreten. Des Weiteren besitzt das Museum von Otto Piene Flying leaf und Sky Hat, beide von 1976, und aus dem Jahr 1977 Yellow Moon, gefolgt von Werken von Yves Klein, Heinz Mack, Arman, Robert Morris, André Thomkins und Cy Twombly. Von Robert Indiana besitzt das Museum German LOVE (Chosen Love) aus dem Jahr 1995 und von Richard Serra Esna, 1991 und Coltrane, 1988. Viele weitere zeitgenössische Werke, beispielsweise der Land Art und Arte Povera, sind vertreten durch Arbeiten wie Richard Longs Midsummer Flint Line aus dem Jahr 2001, Jannis Kounellis Senza titolo, 2011 oder Giuseppe Penones Gesto vegetale, 1985.
Desgleichen befindet sich das im Jahr 2014 entstandene Werk Fountain Archive FA 0366 des französischen Konzeptkünstlers Saâdane Afif als Dauerleihgabe in der Sammlung. Nach dem Prinzip des Objet trouvé entstand diese Klever Fountain aus einem Text der Kunsthistorikerin Valentina Vlasic, welcher 2013 in der Schriftenreihe des Museums Kurhaus Kleve – Ewald Mataré-Sammlung Nr. 62 (The Present Order is the Disorder of the Future) abgedruckt wurde.

### Graphische Sammlung

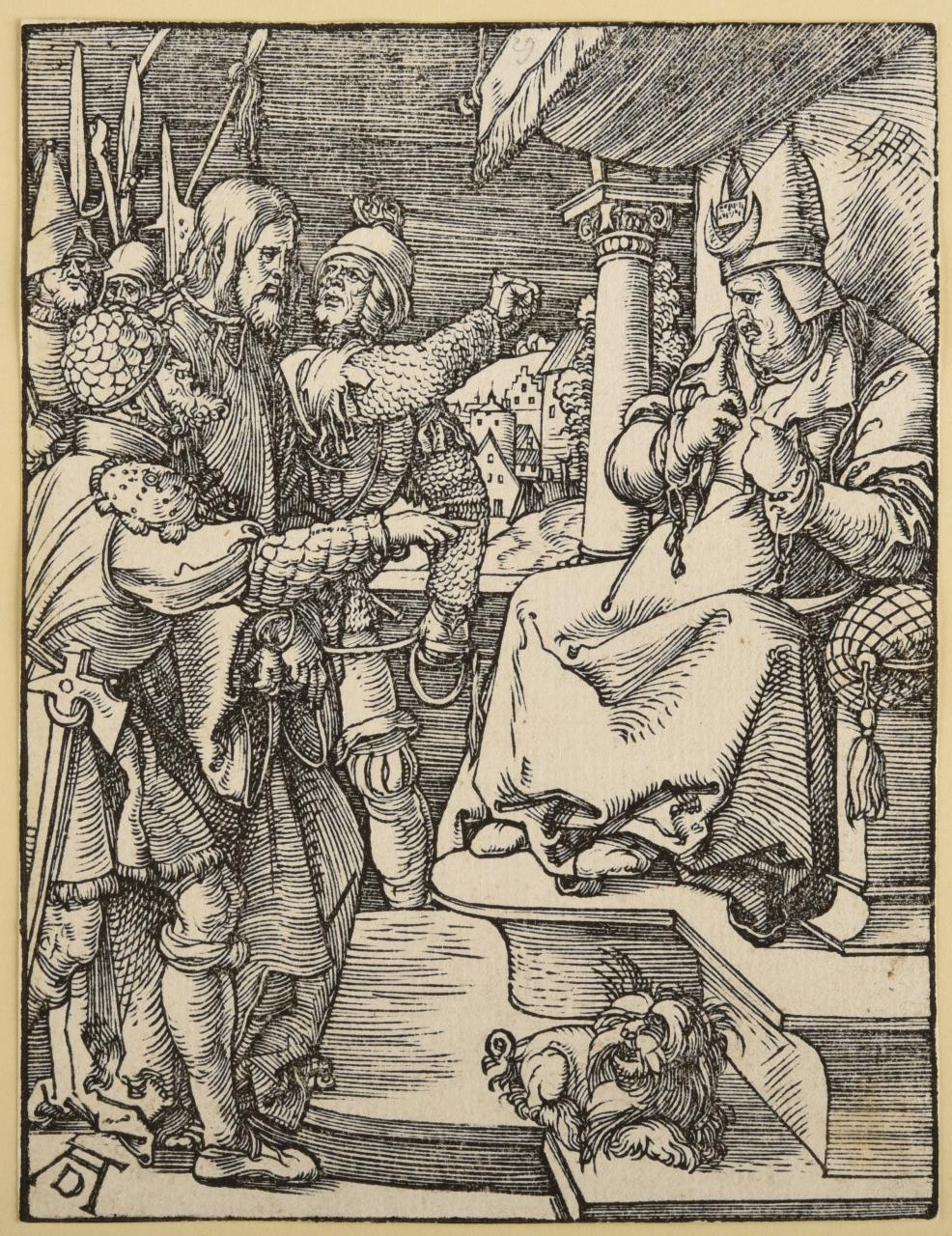
Albrecht Dürer: Christus vor Kaiphas, 1509–1511, Museum Kurhaus Kleve

Die graphische Sammlung des Museums beinhaltet Arbeiten mittelalterlicher Miniaturen aus Stundenbüchern wie Marienkrönung, Nordfrankreich, Mitte des 15. Jahrhunderts, oder das der Heimholung Mariae, Frankreich, um 1490. Ferner historische Gartenstiche unter anderem von Dominique Girard, Matthias Diesel, Michael Wening, ferner Aquarelle und Zeichnungen des deutschen Informel wie Arnulf Rainers Stirne, 1964, oder Heinz Macks Nacht (aus: Tag und Nacht) und Tag (aus: Tag und Nacht) aus dem Jahr 1963, sowie Druckgraphik von Gerhard Marcks, Alexander Calder, Ernst Wilhelm Nay und Max Bill – alle aus der Sammlung Gustav und Rose Wörner aus Wuppertal. Aus gleicher Sammlung wurde 2016 aus einem Konvolut mehrerer bisher ungesichteter Kunstwerke, die dem Museum Kurhaus überlassen wurden, von Kunststudenten ein 15 mal 10 Zentimeter großer Probedruck eines Holzschnitts Albrecht Dürers entdeckt – der Christus vor Kaiphas aus den Jahren zwischen 1509 und 1511.
Aus der Sammlung Robert Angerhausen stammen Kupferstiche von Otto van Veen, Heinrich Aldegrever, Abraham de Bruyn oder die Radierung Flugblatt auf dem Jülich-klevischen Erbfolgestreit, um 1616 von Claes Jansz Vischer, einem 1586 in Amsterdam geborenen Kupferstecher und Verleger oder dem 1634 entstandenen Schenkenschanz Wenzel Hollars und von Willem Piso. Des Weiteren besitzt das Museum Kurhaus Arbeiten auf Papier wie die zehnblättrige Gouache Horizont, 2004, von Helmut Hahn, einem 1928 in Mönchengladbach geborenen Maler und Grafiker sowie Papierarbeiten von Sol LeWitt, Stephan Balkenhol, Paloma Varga Weisz, eine 1966 in Mannheim geborene Bildhauerin und Zeichnerin sowie von Herbert Falken, Niele Toroni und andere.
An Photographien beinhaltet das graphische Kabinett Arbeiten von Fritz Getlinger und Willy Maywald, so unter anderem dessen Porträt von Pablo Picasso Pablo Picasso am Strand von Golfe-Juan an der Côte d’Azur, 1947, oder das von Fernand Léger um 1952 entstandene Fernand Léger in seinem Atelier an der Rue Notre-Dame-des-Champs, Paris, zwischen den Bildern »Les Consructeurs«. Ferner eine Photographie des Ateliers von Joseph Beuys im Klever Kurhaus von Getlinger und zwei Photographien desselben Raumes von Maywald – alle drei vom April 1959 –, jeweils mit dem Kreuz des Büdericher Ehrenmals, das sich heute im Alten Kirchturm in Meerbusch-Büderich befindet.

### Kunstgewerbe
Das Museum Kurhaus besitzt in seiner Kunstgewerbe-Sammlung eine Kollektion französischer Gläser aus der Zeit des Jugendstils, insbesondere von dem aus Nancy stammenden Kunsthandwerker Émile Gallé und von Daum Frères – darunter mehrere Stücke Vasen und Miniaturvasen aus den Jahren 1900 bis 1910 sowie drei Stangenvasen, um 1900. 2012 wurde die Sammlung um einen vom Jugendstil bis zum Bauhaus reichenden großen Bestand an Keramik der Jahre 1905 bis 1935 aus der Sammlung Werner Deutsch und Werner Steinecke vergrößert. Er beinhaltet unter anderem eine 1915 entstandene Vase von Max Laeuger, einen Waschkrug und eine Waschschüssel, um 1906, von Joseph Maria Olbrich, ferner ein Leuchter, 1925, von Theodor Bogler, eine um 1929 entstandene Schale von Werner Gothein sowie eine Teekanne und Deckeldose, um 1930, von Gerhard Meisel, einem 1903 in Oppeln geborenen Kunstgewerbler, und einer Teekanne mit Deckel aus demselben Jahr von Ludwig König.

## Auszeichnungen
Das Museum Kurhaus Kleve wurde 2004 durch die deutsche Sektion des Internationalen Kunstkritikerverbandes AICA als „Museum des Jahres 2004“ und 2011 für die Ausstellung von Carl Andre als „Die Besondere Ausstellung 2011“ ausgezeichnet.

## Sonderausstellungen (Auswahl)
- 1999: Richard Long: Being in the Moment – A Portfolio of Four Prints
- 2000: Joseph Beuys: „Straßenbahnhaltestelle“ – Ein Monument für die Zukunft
- 2000: Fritz Getlinger: Joseph Beuys und die „Straßenbahnhaltestelle“
- 2001: Alberto Giacometti: Porträts
- 2003: Ewald Mataré: Das Bild des Menschen
- 2006: Giuseppe Penone
- 2007/08: Robert Indiana
- 2009: Ettore Spalletti
- 2011: Jannis Kounellis
- 2012/13: Joseph Beuys: Mein Rasierspiegel. Von Holthuys bis Beuys
- 2013: Richard Long: Prints 1970–2013
- 2013/14: Llyn Foulkes
- 2014: Johannes Wald: Geste und Gefühl/ attempts at forming appropriate finds
- 2014/15: Michael Sailstorfer. Kopf und Körper
- 2015: Ewald Mataré: Die Berliner Jahre. Das Frühwerk
- 2015/16: Govert Flinck – Reflecting History
- 2016: Joseph Beuys – Werklinien
- 2021: Günther Zins – Präzision & Leichtigkeit
- 2021/22: Joseph Beuys: Sammlungshighlights zum 100. Geburtstag
- 2021/22: Der nackte Körper. Eine Frage der Perspektive
- 2024/25: Ewald Mataré. Kosmos.
- 2024/25: House of Mataré